# Capnia decepta
Capnia decepta är en bäcksländeart som först beskrevs av Banks 1897.  Capnia decepta ingår i släktet Capnia och familjen småbäcksländor. Inga underarter finns listade i Catalogue of Life.